# Tim Vicary
Tim Vicary, född 1949 är en brittisk författare.
Vicary har bland annat återberättat en bok om Pocahontas och skrivit böcker om Christopher Columbus, Prinsessan Diana och Titanic.